# Точень (Молдова)
Точень (рум. Toceni) — село в Кантемірському районі Молдови. Адміністративний центр однойменної комуни, до складу якої також входить село Вилчеле.